# ان‌جی‌سی ۳۰۰۳
ان‌جی‌سی ۳۰۰۳ (به انگلیسی: NGC 3003) یک کهکشان مارپیچی تقریباً حاشیه صورت فلکی لئو مینور در صورت فلکی شیر کوچک است، که توسط ویلیام هرشل در ۷ دسامبر ۱۷۸۵ کشف و شناسایی شده‌است. قدر ظاهری آن از ۱۱.۷۸، و در فاصله 19.5 MPC از خورشید است. دارای سرعت فرورفتگی ۱۴۷۴ کیلومتر بر ثانیه است.
در سال ۱۹۶۱، یک ابرنواختر نوع II با قدر ظاهری ۱۳٫۰ در کهکشان شناسایی شد و متعاقباً SN 1961F نامگذاری شد.